# Bănzari, Bârzula
Bănzari de asemenea și Brânzari ori Benzari (în ucraineană Бендзари, transliterat: Bendzarî) este un sat în comuna Balta din raionul Bârzula, regiunea Odesa, Ucraina.

## Demografie
Componența lingvistică a localității Bănzari
     Ucraineană (96,92%)
     Rusă (1,83%)
     Română (1,06%)
     Alte limbi (0,19%)
Conform recensământului din 2001, majoritatea populației localității Bănzari era vorbitoare de ucraineană (96,92%), existând în minoritate și vorbitori de rusă (1,83%) și română (1,06%).